# Pierre Mein
Pierre Mein es un paleontólogo francés y profesor de la Universidad de Lyon, especializado en mamíferos cenozoicos. Entre sus principales aportes a la paleontología destaca su propuesta de biozonación del Neógeno continental europeo ("MN de Mein", como son conocidas popularmente), la cual con algunas mejoras y rectificaciones sigue vigente.

## Abreviatura (zoología)
La abreviatura Mein  se emplea para indicar a Pierre Mein como autoridad en la descripción y taxonomía en zoología.